# Wielka powódź melasowa
Wielka powódź melasowa – powódź, do której doszło 15 stycznia 1919 w bostońskim North End. 
Eksplodował zbiornik wypełniony 8700 m³ (2,3 miliona galonów amerykańskich) melasy o wadze około 12 000 ton, w konsekwencji czego powstała fala, która przetaczając się ulicami z prędkością około 56 km/h zabiła 21 osób, raniąc kolejne 150. 
Pamięć o tym wydarzeniu stała się elementem lokalnego folkloru i żartów mieszkańców, że w gorące letnie dni okolica wciąż pachnie melasą.